# Hishofuji Hiroki
Hishofuji Hiroki (nacido el 14 de julio de 1989 como Hiroki Sumi) es un antiguo luchador de sumo de Hyōgo-ku, Kobe , Japón . El rango más alto que alcanzó fue Juryo 13, que ocupó solo en un torneo. Luchó por el stablo de Nakamura hasta que se cerró en diciembre de 2012, luego transfirió y terminó su carrera en el stablo de Azumazeki. Se retiró en enero de 2017. Vive en Los Ángeles y participa en exposiciones de sumo y torneos de aficionados, a menudo junto a Ulambayaryn Byambajav y Yamamotoyama.

## Después del sumo
Después de retirarse de la Asociación de Sumo de Japón. Decidió irse de Japón a los Estados Unidos, aquí comenzaría a hacer exposiciones de sumo y torneos de aficionados, a menudo junto a Ulambayaryn Byambajav y Yamamotoyama. También debutó en la WWE en el WWE Greatest Royal Rumble, donde fue el séptimo participante, pero fue eliminado rápidamente por Mark Henry.
- Datos: Q11665817
- Multimedia: Hishofuji Hiroki / Q11665817